# فيك بوكنغهام
فيك بوكنغهام (بالإنجليزية: Vic Buckingham)‏، من مواليد 23 أكتوبر 1915 في غرينويتش في إنجلترا، وتوفي في 26 يناير 1995 في تشيشير في إنجلترا، لاعب كرة قدم إنجليزي سابق، ومدرب كرة قدم إنجليزي سابق.
لعب مع نادي توتنهام هوتسبير بين عامي 1935 و1949، وشارك معهم في 204 مباريات وسجل هدف واحد.
درب نادي وست برومتش ألبيون ونادي أياكس أمستردام الهولندي ونادي فولهام ونادي برشلونة الإسباني ونادي إشبيلية الإسباني.

## وصلات خارجية
- فيك بوكنغهام على موقع قاعدة بيانات كرة القدم.إي يو (الإنجليزية)
- فيك بوكنغهام على موقع Soccerbase.com (مدرب) (الإنجليزية)
- فيك بوكنغهام على موقع عالم كرة القدم.نت (الإنجليزية)